# 蓋三鰭鰨
蓋三鰭鰨為輻鰭魚綱鰈形目鰨亞目無臂鰨科的其中一種，分布於中太平洋東部哥倫比亞海域，體長可達15公分，棲息在沿岸沙底質底層水域，生活習性不明。

## 扩展阅读
維基物種上的相關：蓋三鰭鰨